# Palmeral của Elche
Palmeral hoặc Rừng chà là của Elche (tiếng Tây Ban Nha: Palmeral de Elche, tiếng Valencia: Palmerar d'Elx) là tên chung để chỉ cho một hệ thống các khu vườn chà là nằm tại thành phố Elche thuộc tỉnh Alicante, Cộng đồng Valencia, Tây Ban Nha. Khu vực đô thị của Elche có tổng cộng 97 vườn cây khác nhau là nơi sinh trưởng của 70.000 cây chà là, chủ yếu nằm ở bờ đông của sông Vinalopó. Con số này không bao gồm các đồn điền lớn khác nằm xung quanh thành phố. Cộng tất cả có thể lên tới 200.000 cây. Khu rừng có diện tích hơn 3,5 km2 (1,4 dặm vuông Anh), trong đó có 1,5 km2 (0,58 dặm vuông Anh) nằm trong thành phố Elche.
Đây là khu rừng chà là duy nhất tại châu Âu và là khu rừng chà là cực bắc của thế giới. Nó cũng là một trong số những khu rừng chà là lớn nhất thế giới, chỉ thua kém một số khu rừng tại các nước Ả Rập.

## Lịch sử
Cây chà là đầu tiên ở Elche ban đầu có thể được trồng vào đầu thế kỷ thứ 5 trước Công nguyên bởi những người Carthage định cư ở đông nam Tây Ban Nha. Người La Mã đã giới thiệu các hình thức quản lý nước nông nghiệp được xây dựng công phu đầu tiên. Dưới thời Al-Andalus, thành phố La Mã Elche đã di dời từ vị trí cách 7 km đến vị trí hiện tại. Người Moor tiếp tục phát triển hệ thống tưới tiêu với nguồn nước lợ của sông Vinalopó, về cơ bản giống như hệ thống tưới tiêu sử dụng cho các vườn cọ. Cảnh quan chính của Palmeral vẫn còn tồn tại đến ngày nay được tạo ra khi thành phố nằm dưới sự kiểm soát của người Moor từ thế kỷ thứ 7 đến 10. Vào thế kỷ 14, nghề thủ công đan lát địa phương phát triển liên quan đến lá của cây chà là, được sử dụng trong Chúa nhật Lễ Lá. Ngoài ra, những cải tiến đã được thêm vào bởi những người định cư mới đến, chẳng hạn như việc xây dựng đập Elche trên sông Vinalopo vào thế kỷ 17, nằm cách Elche khoảng 6 km về phía thượng lưu để quản lý tốt hơn việc tưới tiêu khu rừng chà là. Tương tự, luật pháp được thông qua để bảo vệ đồn điền này.